# 武藤頼平
武藤 頼平（むとう よりひら）は、平安時代末期から鎌倉時代初期にかけての武将・御家人。

## 略歴
武藤氏は藤原北家の後裔。藤原秀郷あるいは藤原道長の流れを汲むとされる。
父・武藤（島田）景頼と同じく武者所に出仕した。『武藤系図』によれば、頼平の姉妹が平知盛の室で平知章の母とある。平知盛の目代として武蔵国に在住したという。
その後、治承4年（1180年）からの治承・寿永の乱で源頼朝に臣従し、鎌倉幕府御家人となる。墓所は武蔵久良岐郡師岡郷にあったという。
子・氏平の子孫は大宝寺氏、猶子・資頼の子孫は少弐氏とそれぞれ名乗った。また、義兄・近藤能成の子に大友氏の祖である大友能直がいる。